# 前田圭介
前田 圭介（まえだ けいすけ、1974年 - ）は、日本の建築家. 株式会社UID 代表取締役. 故郷「広島県福山市」を拠点に国内外でインターローカルな設計活動を行う. 建築・庭・街といった内外の境界を一体的に捉え、伝統的な日本建築を現代的に再解釈した作風は常に高い評価を得ており、アジアで最も権威のある賞 ARCASIA Awards for Architecture ゴールドメダルを3作品受賞、イタリア建築協会(ALA)主催のDedalo Minosse 2007/2008 国際建築賞UNDER40 最優秀賞、イギリスを代表する建築雑誌「Architectural Review(AR)」主催のAR House 2016 Winner 最優秀賞、新進の建築家を表彰する日本建築家協会(JIA)主催のJIA新人賞の他、GOOD DESIGN AWARD 金賞等、国内外で受賞歴多数.

## 略歴
- 1974年 広島県福山市生まれ [1]
- 1998年 国士舘大学工学部建築学科卒業 その後、工務店にて現場に携わりながら設計活動を開始.
- 2003年 UID設立(28歳)
- 2022年 近畿大学工学部教授[5](47歳)
- 2024年 博士 (建築学) 取得 / 早稲田大学 創造理工学研究科 (49歳)

## 受賞歴
- 2005年 - 第13回ビエンナーレ甍賞 国土交通大臣賞金賞 [全国陶器瓦工業組合連合会・全日本瓦工事業連盟] 『内海の家』 (30歳)[6]
- 2006年 - Dedalo Minosse 2005/2006 審査員特別賞 [イタリア建築家協会]『内海の家』 (31歳)
- 2008年 - Dedalo Minosse 2007/2008 国際建築賞UNDER40 最優秀賞 [イタリア建築家協会]『ホロコースト記念館』(33歳)[2]
- 2011年 - 第11回ARCASIA建築賞 ゴールドメダル [ARCASIAアジア地域建築家評議会]『atelier- bisque doll』 (36歳)[7]
- 2011年 - 第3回JIA中国建築大賞2011 大賞 [日本建築家協会]『森のすみか/nest』 (36歳)
- 2011年 - International Biennial Barbara Cappochin Award 優秀作品 [イタリアBarbara Cappochin 財団]『森のすみか/nest』 (36歳)
- 2011年 - 日本建築学会作品選奨 2011 [日本建築学会] 『森×hako』 (36歳)
- 2013年 - 第5回 JIA中国建築大賞2013 大賞 [日本建築家協会] 『Peanuts』(38歳)
- 2013年 - 第12回ARCASIA建築賞 ゴールドメダル [ARCASIAアジア地域建築家評議会] ※2作品同時受賞 『森×hako』『町-Building』(38歳)
- 2013年 - 平成25年度 日事連建築賞 国土交通大臣賞 [日本建築士事務所協会連合会]『Peanuts』(38歳)
- 2013年 - 日本建築学会作品選奨2013 [日本建築学会] 『atelier- bisque doll』(38歳)
- 2013年 - 第8回こども環境学会賞 デザイン賞 [こども環境学会]『Peanuts』(38歳)
- 2013年 - 第24回 JIA新人賞 [日本建築家協会]『atelier- bisque doll』(38歳)[4]
- 2013年 - 日本建築学会作品選集 [日本建築学会]  ※2作品掲載『atelier- bisque doll』『森のすみか/nest』(38歳)
- 2014年 - DESIGN VANGUARD 2014　[アメリカARCHITECTURAL RECODE誌] ※その年最も活躍した次世代の建築家10名を世界中から公募し選出 (38歳)
- 2016年 - AR House 2016 Winner 最優秀賞 [イギリスArchitectural Review誌]『群峰の森/COSMIC』(41歳)[3]
- 2016年 - 日本建築学会作品選集 [日本建築学会] ※3作品掲載 『群峰の森/COSMIC』『後山山荘』『森の回廊/L∞P』(42歳)
- 2017年 - 土木学会デザイン賞 優秀賞 [土木学会]『福山本通・船町アーケード改修プロジェクト -とおり町Street garden-』(43歳)[8]
- 2017年 - グッドデザイン賞金賞 経済産業大臣賞 [日本デザイン振興会]『福山本通・船町アーケード改修プロジェクト -とおり町Street garden-』(43歳)[9]
- 2017年 - 第20回エコ電化住宅作品コンテスト新築住宅部門　最優秀賞 [中国電力株式会社]『shrimp』(43歳)[10]
- 2018年 - 日本建築学会作品選集 [日本建築学会]『福山本通・船町アーケード改修プロジェクト -とおり町Street garden-』(44歳)
- 2018年 - 環境設備デザイン賞2018 都市ランドスケープデザイン部門 最優秀賞/BE賞 [建築設備綜合協会]『福山本通・船町アーケード改修プロジェクト -とおり町Street garden-』(44歳)[11]
- 2021年 - 第17回子ども環境学会 デザイン賞 [こども環境学会]『こどもえんつくしダイニングホール棟forestaカランころ』(47歳)
- 2024年 - 日本建築学会作品選奨 2024 [日本建築学会] [12]『santo』 (49歳)

## 主な作品
- 内海の家（広島県、2003年）（28歳）[13]
- 築70年の古民家再生（広島県、2004年）（28歳）
- Proto quick house （広島県、2004年）（29歳）
- STeP（広島県、2004年）（29歳）
- 鞆の浦@café（広島県、2006年）(31歳)
- 徳山の住宅（山口県、2006年）(31歳)
- 入江の住宅（広島県、2006年）(31歳)
- 時津の住宅（長野県、2007年）(32歳)
- ホロコースト記念館[2]（広島県、2007年）(32歳)
- 美孔庵 -MIKULAN-（広島県、2007年）(32歳)
- Air flow house（広島県、2008年）(33歳)
- 鞆の浦の住宅[14]（広島県、2008年）(33歳)
- atelier- bisque doll[15][16]（大阪府、2009年）(34歳)
- 森×hako[17]（広島県、2009年）(34歳)
- Rustic House[18]（広島県、2010年）(35歳)
- 森のすみか/nest[19]（広島県、2010年）(35歳)
- 辻+hako（広島県、2010年）(35歳)
- 町-House（広島県、2011年）(36歳)
- 町-Building[20] （広島県、2011年）(36歳)
- 地表のいえ/Pit house（岡山県、2011年）(36歳)
- frame（広島県、2012年）(37歳)
- こどもえんつくし乳児棟 Peanuts[21]（広島県、2012年）(37歳)
- +node（広島県、2013年）(38歳)
- 後山山荘/Villa Ushiroyama[22] （広島県、2013年）(38歳)
- ここち Confort Gallery 器[23] （広島県、2013年）(38歳)
- 森の回廊/L∞P（愛媛県、2013年）(38歳)
- 町×apartment[24]（広島県、2013年）(38歳)
- やまや天神本店[25]（福岡県、2013年）(38歳)
- 青磁洞/atelier celadon  （中国浙江省龍泉市、2013年）(38歳)
- 群峰の森/COSMIC[26]（大阪府、2014年）(39歳)
- shrimp[27]（広島県、2014年）(39歳)
- 王子サーモン銀座店（東京都銀座、2015年）(40歳)
- 雨を感じる（インスタレーション、虎屋東京ミッドタウン店、2016年）(41歳)
- CASA||音色/casaneiro[28]（奈良県、2016年）(41歳)
- 高原誠吉食堂（広島県、2016年）(41歳)
- palette（広島県、現存せず、2016年）(41歳)
- 福山本通・船町アーケード改修プロジェクト -とおり町Street garden-[29][30]（広島県、2016年）(41歳)
- リビスコ軽井沢（長野県、2018年）(43歳)
- 茶室 ryokan Asakusa[31]（東京都浅草、2019年）(44歳)
- Butterfly/間∧屋[32]（西日本、2019年）(44歳)
- しふく[33]（広島県、2019年）(44歳)
- IGOONE ARAI[34]（宮城県、2019年）(44歳)
- 神慈秀明会福山支部（広島県、2019年）(44歳)
- 佐々木整形外科 spine clinic（広島県、2019年）(44歳)
- B（東京都、2019年）(44歳)
- 住-core/Su-core（岡山県、2020年）(45歳)
- House-O（広島県、2020年）(45歳)
- 巣-pider/Su-pider[35]（広島県、2021年）(46歳)
- 鞆一商店（広島県、2021年）(46歳)
- Gumi Dong the Landmark House PJ（韓国京畿道城南市、2021年）(46歳)
- PeacoQ[36]（広島県、2021年）(46歳)
- こどもえんつくしダイニングホール棟 forestaカランころ[37]（広島県、2021年）(46歳)
- ＃桁/Knit[38]（西日本、2021年）(46歳)
- 鮨 やくしどう（広島県、2021年）(46歳)
- House-M terrace（広島県、2021年）(46歳)
- ZHU[39]（兵庫県、2022年）(47歳)
- 光が丘プロジェクト（東京都、2022年）(47歳)
- サントリー登美の丘ワイナリー（山梨県、2022年）(47歳)
- こどもえんつくしアトリウム (広島県、2022年)　(47歳)
- 入江豊三郎本店 (広島県、2022年)　(47歳)
- santo[40] (広島県、2022年)　(47歳)
- PEACH FARMER'S VILLAGE[41] (岡山県、2022年)　(47歳)
- イオンオフィス改修PJ (広島県、2022年)　(47歳)
- うなぎ四代目菊川 京都祇園店（京都府、2023年）(48歳)
- suφral case（宮城県、2023年）(48歳)
- make SPACE[42]（香川県、2024年）(49歳)
- 帯-YON･SHIROOBI[43]（西日本、2024年）(49歳)

## その他
- 学生時代に訪れたルイス・カーンの建築に感銘を受け、建築家に興味を持つ.[44]
- 2024年博士（建築学）取得 / 早稲田大学創造理工学研究科

## 著書
- 『UID architects Keisuke MAEDA』単著、2016.02発行、nemo factory
- 『茶室を感じる』共著 中村義明、2018.09発行、淡交社
- 『UID architects Keisuke MAEDA Ⅱ』 単著、2018.10発行、nemo factory